# Error aleatori
En enginyeria i estadística, un error aleatori, també anomenat error indeterminat, és un error que no es pot predir en cap mesura. És causat per factors que no (o no podem) controlar. S'evidencia quant al realitzar anàlisis repetitius d'una mateixa mostra s'obtenen resultats que oscil·len al voltant d'un valor central. Té la mateixa probabilitat de ser positiu o negatiu, sempre hi és present i no es pot corregir.
A mesura que augmenta el nombre de repeticions, l'efecte d'aquests errors tendeix a disminuir, ja que la seva naturalesa aleatòria fa que es compensin els uns als altres.
Els errors aleatoris sovint apareixen quant els instruments són portats al seu límit. Per exemple, és comú que les balançes digitals mostrin un error aleatori en el seu últim dígit significatiu. Tres mesuraments del mateix objecte podrien acabar sent recollides com 0,9110 g, 0,99111 o 0,99112.